# 戸沢正諶
戸沢 正諶（とざわ まさのぶ）は、出羽新庄藩の第5代藩主。

## 生涯
享保7年（1722年）7月11日（『寛政重修諸家譜』では享保5年（1720年））、第3代藩主・正庸の四男として新庄で生まれる。元文2年（1737年）、父の隠居により兄の正勝が家督を継ぐと、兄から7000石を与えられ、寄合衆に列せられた。延享2年（1745年）8月13日、兄の養子となり、同年の兄の死去により家督を継いだ。10月18日に従五位下、上総介に叙任された。
宝暦5年（1755年）、積雪の被害で藩の被害が大きかったため（宝暦の飢饉）、幕府から3000石を借用して再建費用に当てたが、そのために幕府から藩政が良くないとして、処罰としてしばらく出仕を止められた。明和2年（1765年）9月20日に死去した。享年44（または46）。跡を長男の正産が継いだ。

## 系譜
父母
- 戸沢正庸（実父）
- 円成院 - 側室（実母）
- 戸沢正勝（養父）

正室
- 柳沢吉里の娘

側室
- 心涼院

子女
- 戸沢正産（長男）生母は心涼院
- 戸沢正良（次男）生母は心涼院
- 男
- 娘
- 松平乗友正室後に戸田忠喬正室